# Villa Borghese (Rom)

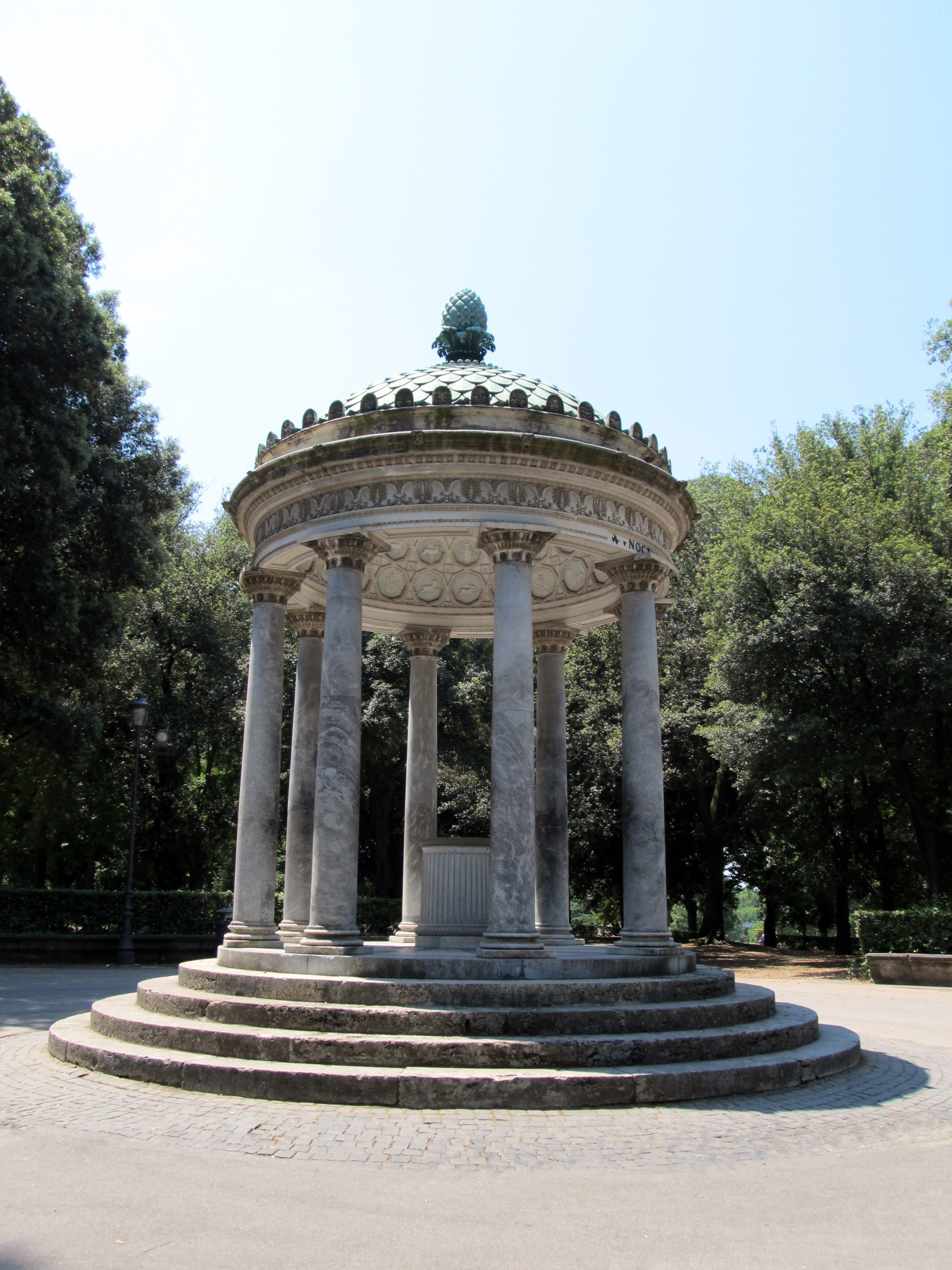
Tempel der Diana

Villa Borghese ist die Bezeichnung für eine Parkanlage in Rom. Sie ging aus dem Landgut der adligen Familie Borghese hervor. Bekanntester Anziehungspunkt ist die Galleria Borghese, die sich im Casino nobile befindet und zu den meistbesuchten Touristenattraktionen Roms zählt. Berühmt ist auch der ausgedehnte Park.

## Historie

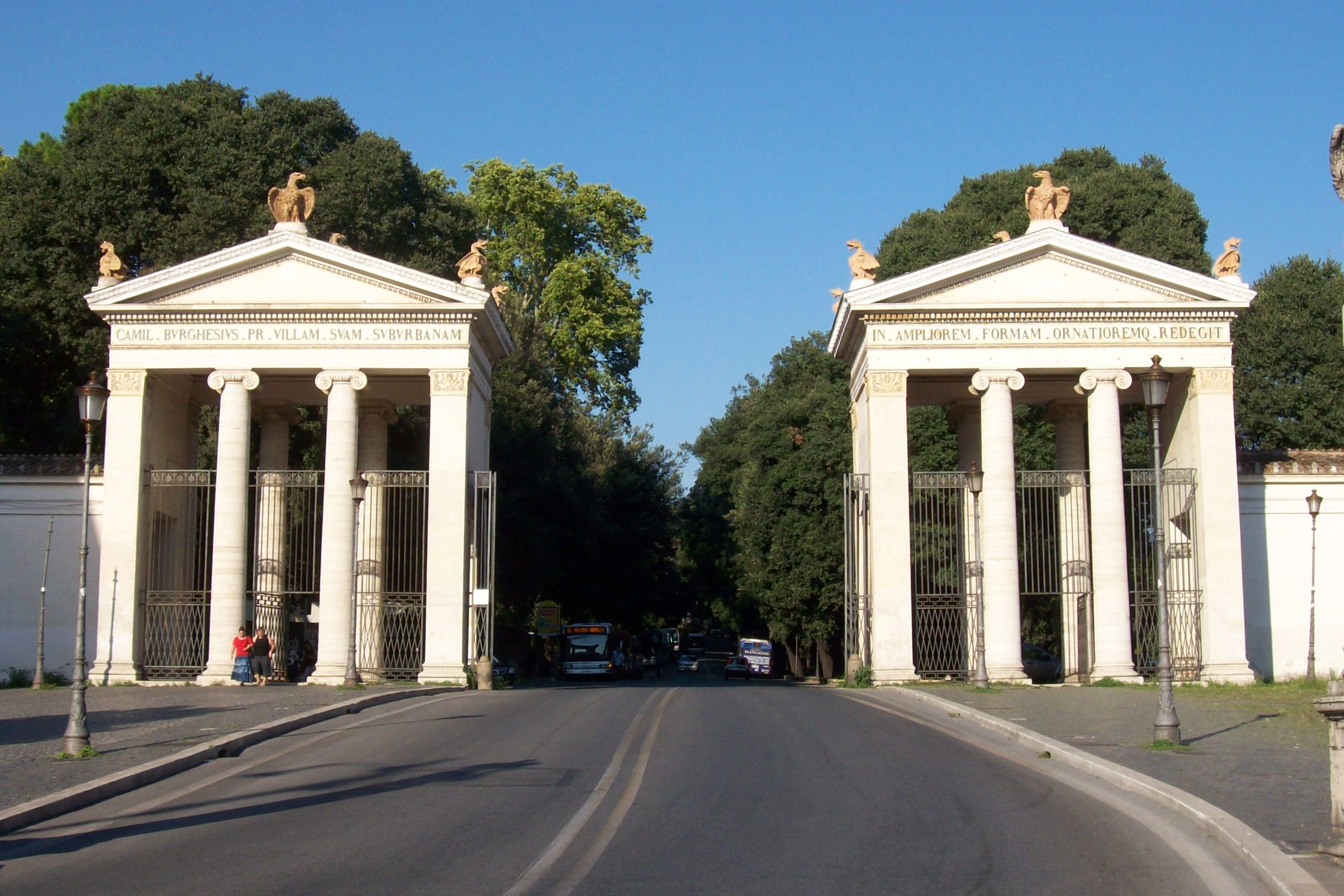
Einfahrt vom Piazzale Flaminio

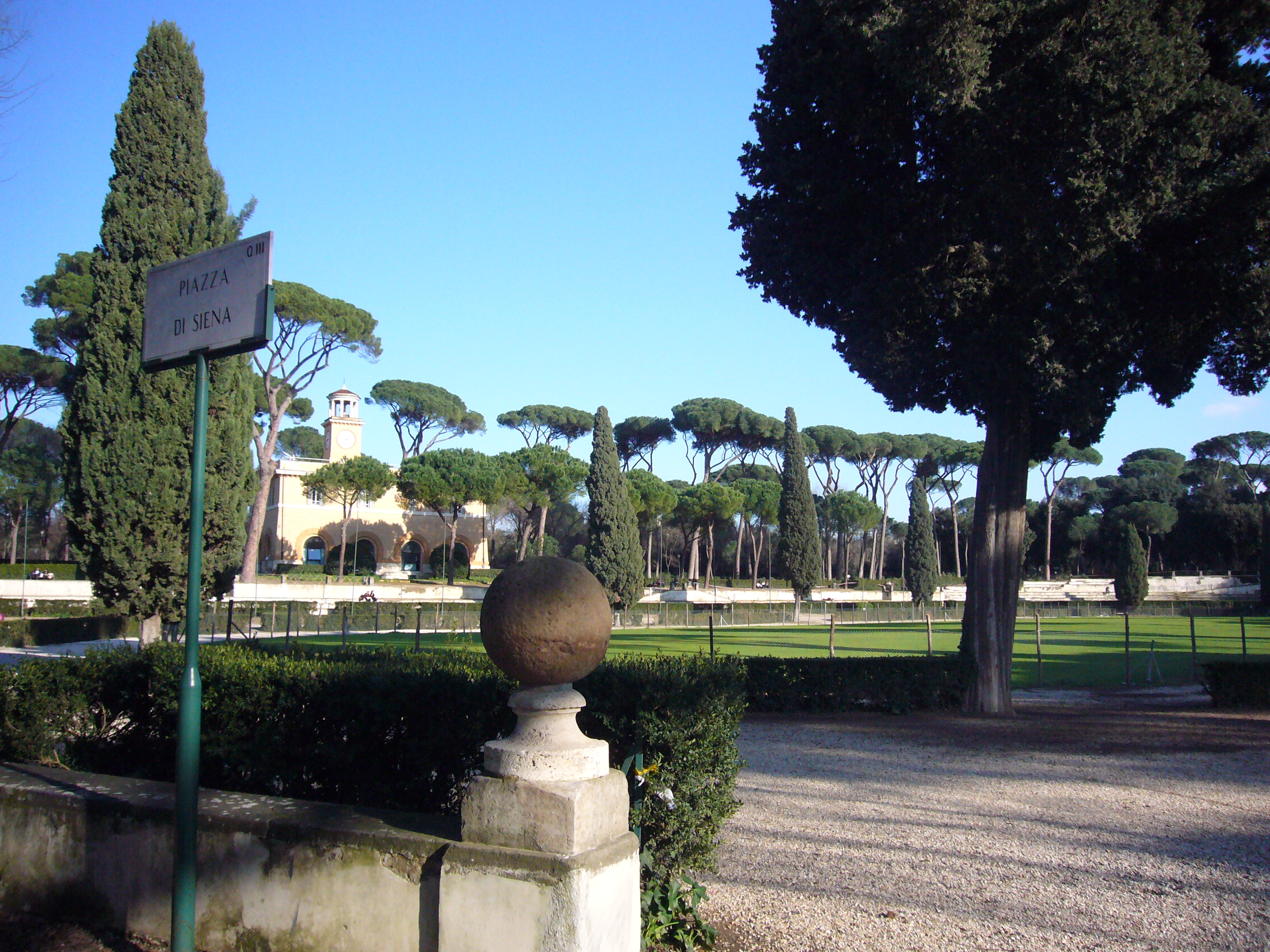
Piazza di Siena, im Park der Villa Borghese

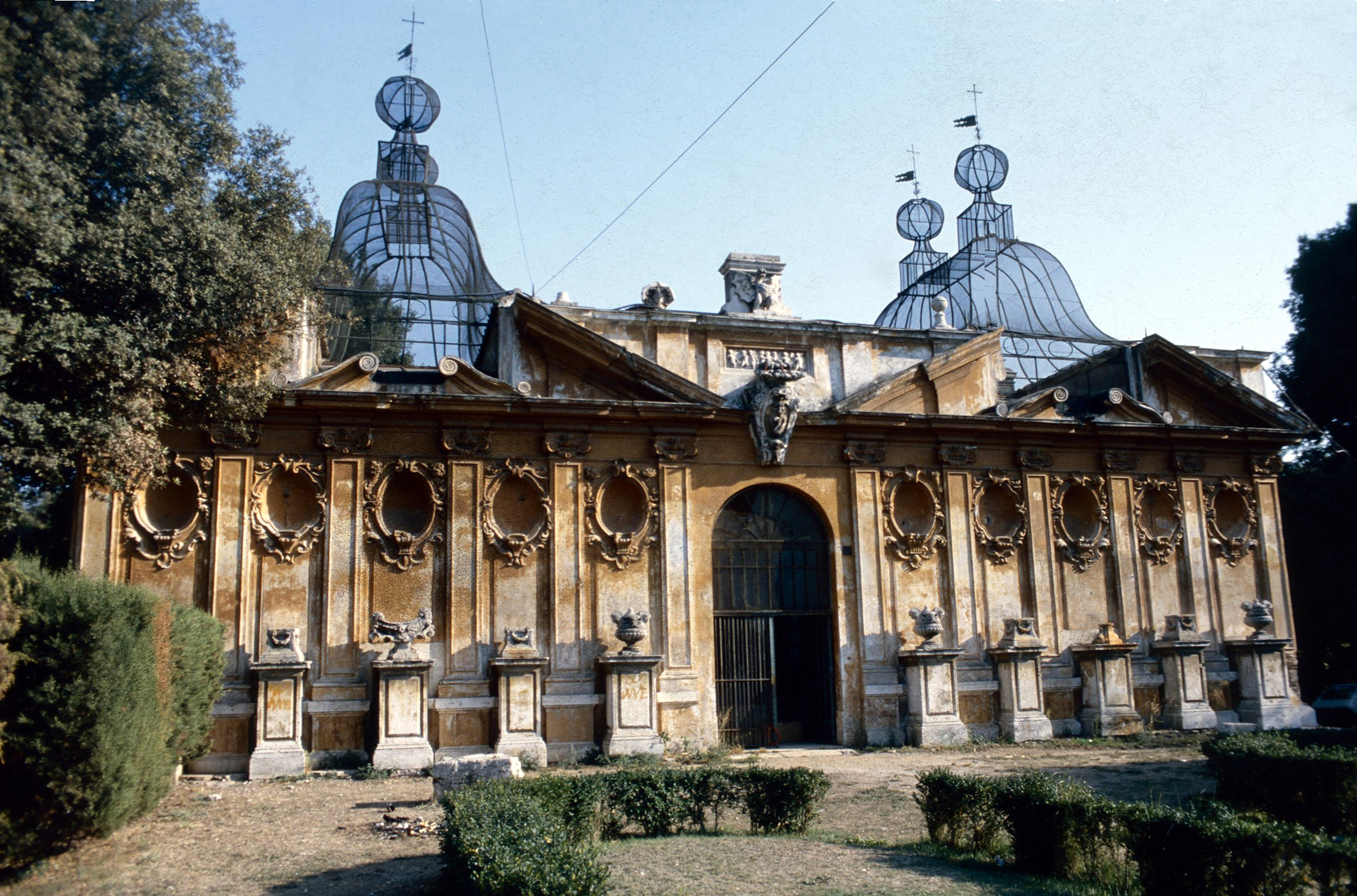
Volierenpavillon in den Giardini Segreti, 1984

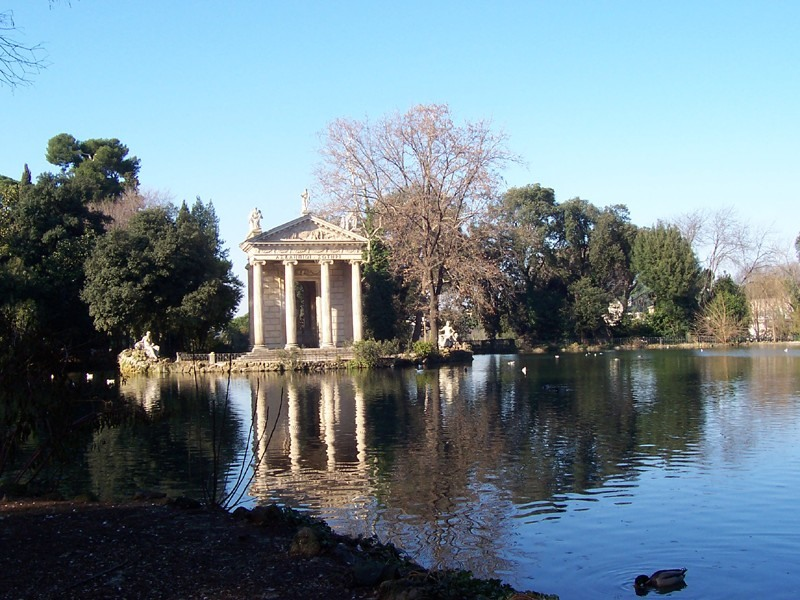
Äskulap-Tempel im Park der Villa Borghese

Der Park „Villa Borghese“ ist heute einer der größten Stadtparks von Rom, ebenso wie die Parks „Villa Doria Pamphilj“ und „Villa Ada Savoia“. Unmittelbar benachbart liegt die Villa Medici auf dem Pincio-Hügel, auf den die Spanische Treppe führt und wo sich in der Antike die Gärten des Lucullus befanden. Während diese ab Ende des 3. Jahrhunderts innerhalb der Aurelianischen Mauer lagen, befand sich das heutige Parkgelände außerhalb. Die Parkanlage füllt den Winkel zwischen den antiken Verkehrsadern Via Flaminia und Via Salaria. Westlich des Parks liegt die Piazza del Popolo, seit der Antike der nördliche Zugang zur Stadt. Zu dem Gelände führen vier Eingänge: an der Via Pinciana, der Piazza H. Sienkiewicz, dem Piazzale Brasile und dem Piazzale Flaminio. Der Zugang zum Casino, in dem die Kunstsammlung der Galleria Borghese untergebracht ist, befindet sich am Piazzale Scipione Borghese 5.
Das Casino, die eigentliche Villa, die auf der nordöstlichen Seite der ausgedehnten Parkanlage liegt (ca. 5 km² groß), war die Sommerresidenz des borghesischen Fürstengeschlechts. Das gesamte Gelände war 1605 von Kardinal Scipione Borghese, dem Neffen Papst Pauls V., erworben worden, angeblich auch mit dem konfiszierten Vermögen der Familie Cenci.
Ursprünglich gehörten zu dem als Renaissancegarten angelegten Park Weinberge, Gärten, Ställe und Remisen sowie ein Tiergarten mit seltenen Tieren und Pflanzen, ein Volierenpavillon des Architekten Girolamo Rainaldi und Wasserspiele. Bereits im 17. Jahrhundert war er aber auch schon wegen der Schätze antiker Kunst berühmt, die hier in dem zwischen 1613 und 1616 erbauten Casino aufbewahrt wurden. Architekten dieses Bauwerks waren Giovanni Vasanzio und Flaminio Ponzio. Der Park, obwohl Privatbesitz, war inoffiziell für jeden zugänglich, die Villa wurde Kunstinteressierten auf Anfrage gezeigt. 
Mit dem Park durch eine Achse, die Valle Giulia, verbunden ist die nordwestlich liegende Villa Giulia, erbaut bis 1553 für Papst Julius III. und auch genutzt vom Borghese-Papst Paul V. Zu Beginn des 19. Jahrhunderts erweiterte Camillo Borghese den Park durch Zukäufe erheblich und ließ den alten Garten im italienischen Stil in einen englischen Landschaftsgarten umwandeln. 
In den Jahren 1898/1899 diente die Villa dem Päpstlichen Portugiesischen Kolleg als Unterkunft.
1901 erwarb der Staat die Villa vom Familienfideikommiss des Fürstenhauses Borghese und reichte sie 1903 an die Stadt Rom weiter. Anlässlich der Esposizione internazionale d’arte, die parallel zur Weltausstellung Turin 1911 ausgerichtet wurde, entstanden auf historischem Parkgelände verschiedene weitere Gebäude, darunter die Galleria Nazionale d’Arte Moderna an der Achse zur Villa Giulia (heute Viale delle Belle Arti) und die dahinter liegende heutige British School at Rome, beide heute außerhalb des Parkgeländes gelegen. 
Auf der Piazza di Siena wird alljährlich im Mai das internationale Springreitturnier CSIO Rom ausgetragen.

## Galleria Borghese

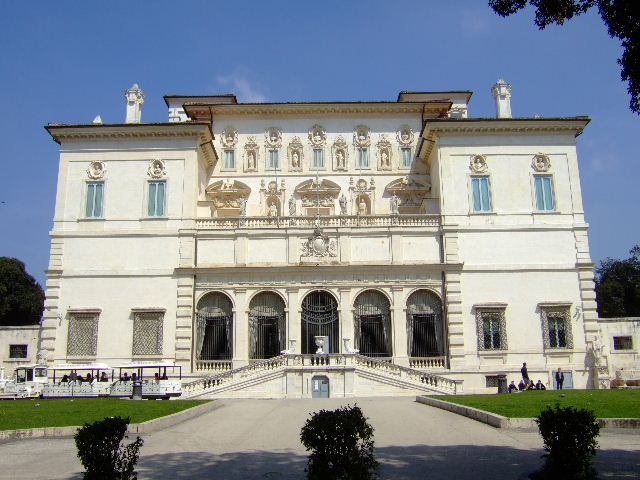
Casino nobile (Baujahr 1612)

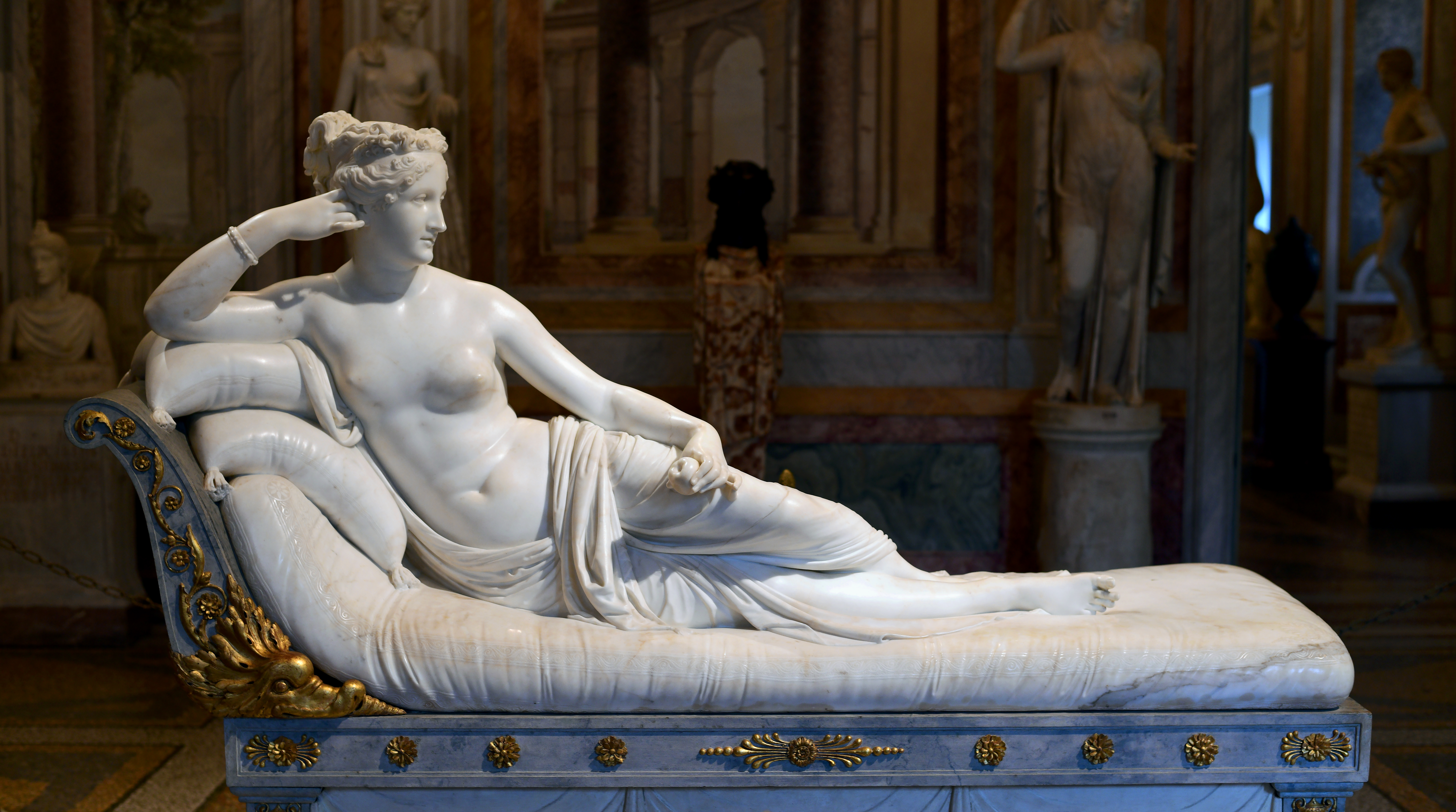
Antonio Canova: Pauline Borghese als Venus Victrix

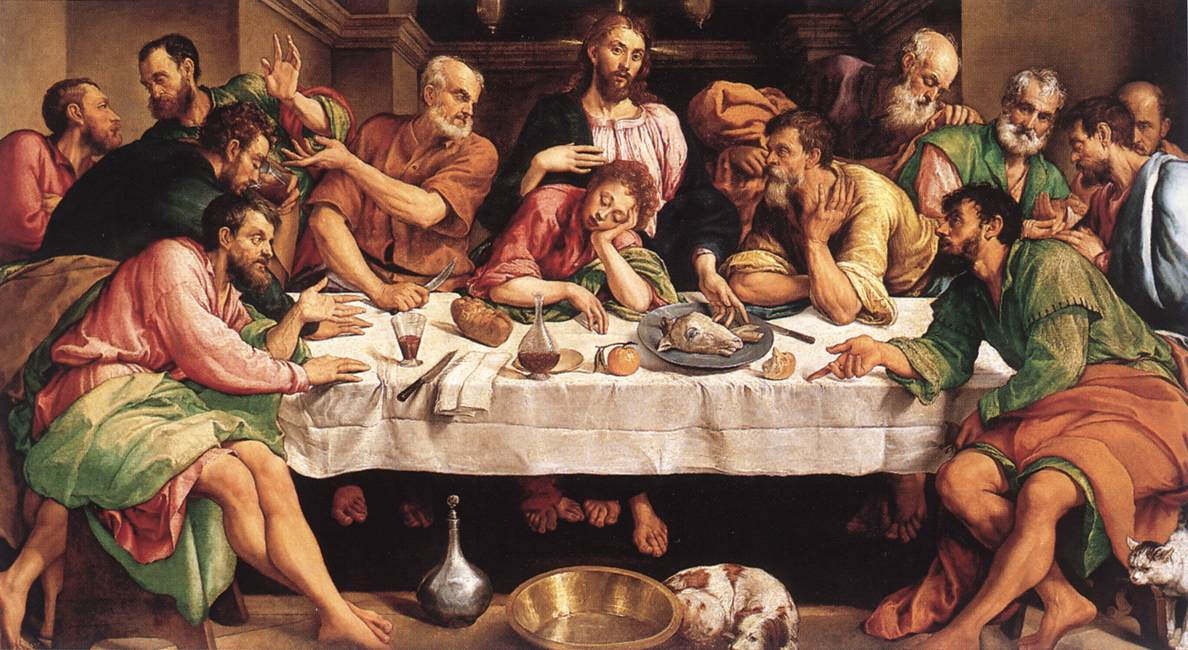
Jacopo Bassano: Das Abendmahl

Die heute städtische Galerie, die einst zu den berühmtesten und wertvollsten privaten Kunstsammlungen der Welt zählte, geht zurück auf die Sammeltätigkeit von Kardinal Scipione Caffarelli Borghese, der auch der Bauherr des Casinos war, in dem die Sammlung untergebracht ist. Einige der Bilder, wie beispielsweise das erste von einer Frau angefertigte Aktgemälde („Minerva kleidet sich an“ von Lavinia Fontana), hatte er persönlich in Auftrag gegeben.
Von der ersten Innendekoration und Ausmalung des Gebäudes ist nur wenig erhalten, darunter immerhin die Fresken von Claude Deruet in der Privatkapelle des Kardinals. Im Casino befand sich ursprünglich nur die Antiken- und Skulpturensammlung des Kardinals, während die Gemälde größtenteils im Palazzo Borghese, dem Stadtpalast der Borghese in Rom, hingen. 
1682 kam ein Teil der Sammlung Aldobrandini aus dem Erbe der Olimpia Aldobrandini an ihre Borghese-Kinder aus erster Ehe, während weitere Teile an die Kinder zweiter Ehe aus der Familie Pamphilj fielen. Als Letztere 1760 ausstarb, erhielten die Borghese nochmals bedeutende Werke aus der Sammlung Aldobrandini im Palazzo Doria-Pamphilj, darunter die beiden Bacchanalien von Tizian und Bellini, die Anbetung der Hirten von Mantegna und die Heilige Katharina von Alexandria von Raffael. Die Aldobrandini'sche Gemäldesammlung, die zum großen Teil bis heute im Palazzo Doria-Pamphilj zu sehen ist, hatte ihren Ursprung wiederum in der von Kardinal Pietro Aldobrandini „erworbenen“ (faktisch konfiszierten) Kunstsammlung des Fürstenhauses Este aus Ferrara. Weniger bedeutende Reste dieser ursprünglichen Sammlung sind heute in der Galleria Estense in Modena zu sehen.
Die Sammlung Borghese blieb bis ins frühe 19. Jahrhundert bis auf wenige Verluste ziemlich vollständig erhalten. Goethe besichtigte auf seiner Italienischen Reise 1787 und 1788 die Sammlungen und resümierte in einem Brief: „Es sind unsägliche Kunstschätze in dem Besitz des Fürsten“. Weitere wertvolle Zugänge erhielt die Sammlung, als Gavin Hamilton 1791 auf den Besitzungen von Marcantonio IV. Borghese das antike Gabii mit zahlreichen Funden ausgrub. 
Zu gravierenden Verlusten der berühmten römischen Antiken kam es 1807, wenige Jahre nach der Eheschließung zwischen Marcantonios Sohn Camillo Borghese und Pauline Bonaparte, der Schwester Napoleons. Auf Druck Napoleons musste der Herzog eine große Anzahl antiker Kunstwerke verkaufen, von denen einige heute zu den Glanzstücken des Louvre gehören. Die Villa Borghese verlor insgesamt 154 Statuen, 160 Büsten, 170 Reliefs, 30 Säulen und mehrere Vasen an Frankreich. 1827 erwarb Camillo Borghese jedoch in Paris Correggios Danae und die 1805/1808 von Antonio Canova geschaffene liegende Figur der Pauline Borghese als Venus Victrix gehört heute zu den Hauptattraktionen der Sammlung. 
In der Folge wurde der verbliebene archäologische Bestand durch Funde aus den Ausgrabungen wieder erweitert, die auf Veranlassung von Camillo Borghese auf den Besitzungen der Familie weiter durchgeführt wurden. Es wurde das sogenannte Statuenkasino eingerichtet, das eine reiche Sammlung zum Teil bedeutender Antiken enthält, darunter die sitzende Statue Anakreons, ein Bacchus, eine Iuno Pronuba, eine Tyrtäosstatue, ein sitzender Pluto und die Statue eines tanzenden Silen. Ein kulturgeschichtlich sehr bedeutender Fund ist das Gladiatoren-Mosaik, das zehn Gladiatoren in verschiedenen Kampfpositionen zeigt. 
Die meisten Gemälde befanden sich bis 1891 in zwölf Sälen des Palazzo Borghese und wurden dann in das Obergeschoss der Villa transferiert. Dadurch wurde diese, nachdem sie ihre einst berühmte Antikensammlung großenteils verloren hatte, zu einer ebenso berühmten Gemäldegalerie. Nach dem Erwerb der Villa und des Parks durch den Staat wurde diese 1902 als Museum geöffnet. Die Sammlung enthält unter anderen Werke von Antonello da Messina, Bronzino, Caravaggio, Leonardo da Vinci, Raffael, Guido Reni, Rubens, Antonio Tempesta, Tizian und Veronese sowie Skulpturen von Bernini und Canova.

## Bedeutende Kunstwerke in der Villa Borghese

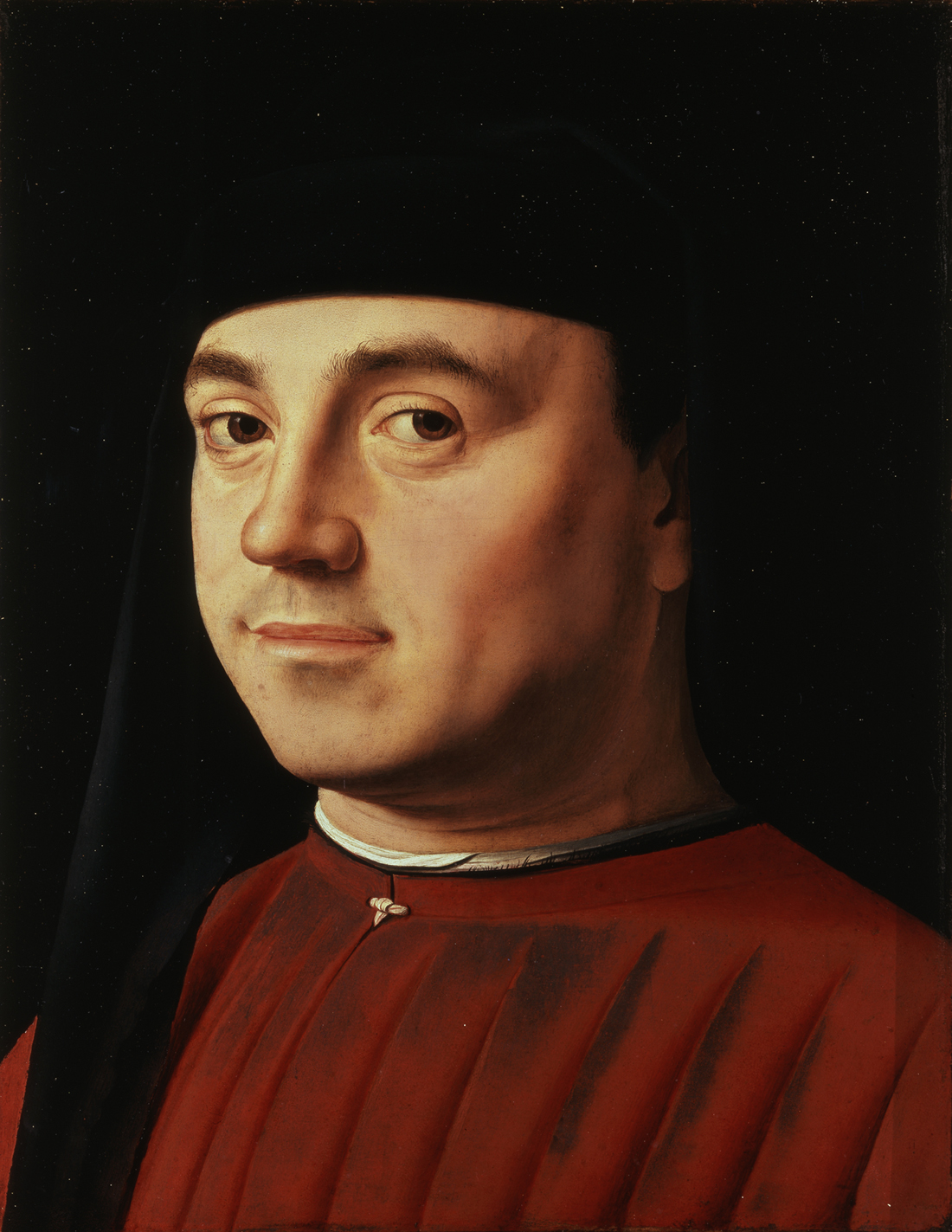
Antonello da Messina: Porträt eines Mannes
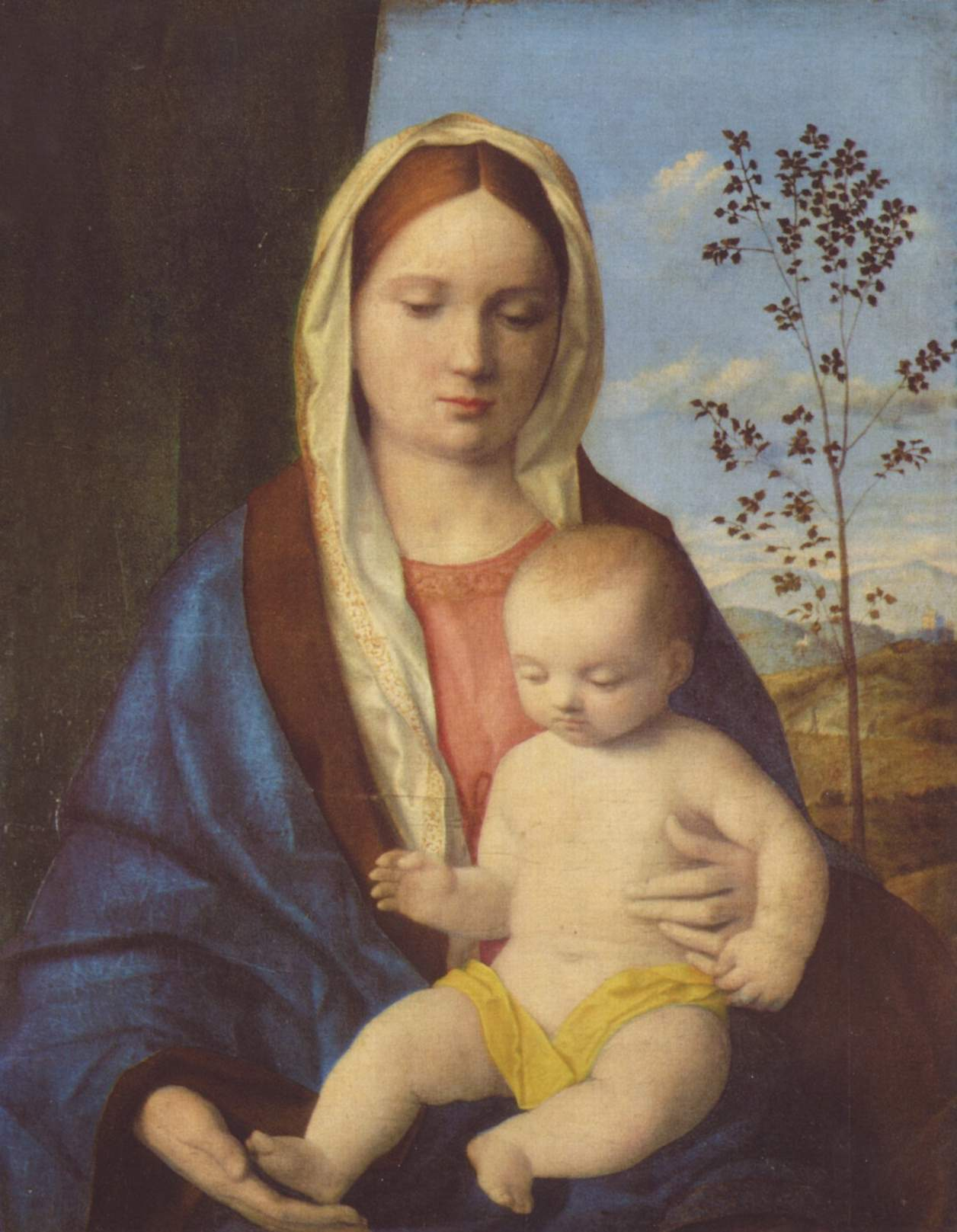
Giovanni Bellini: Madonna
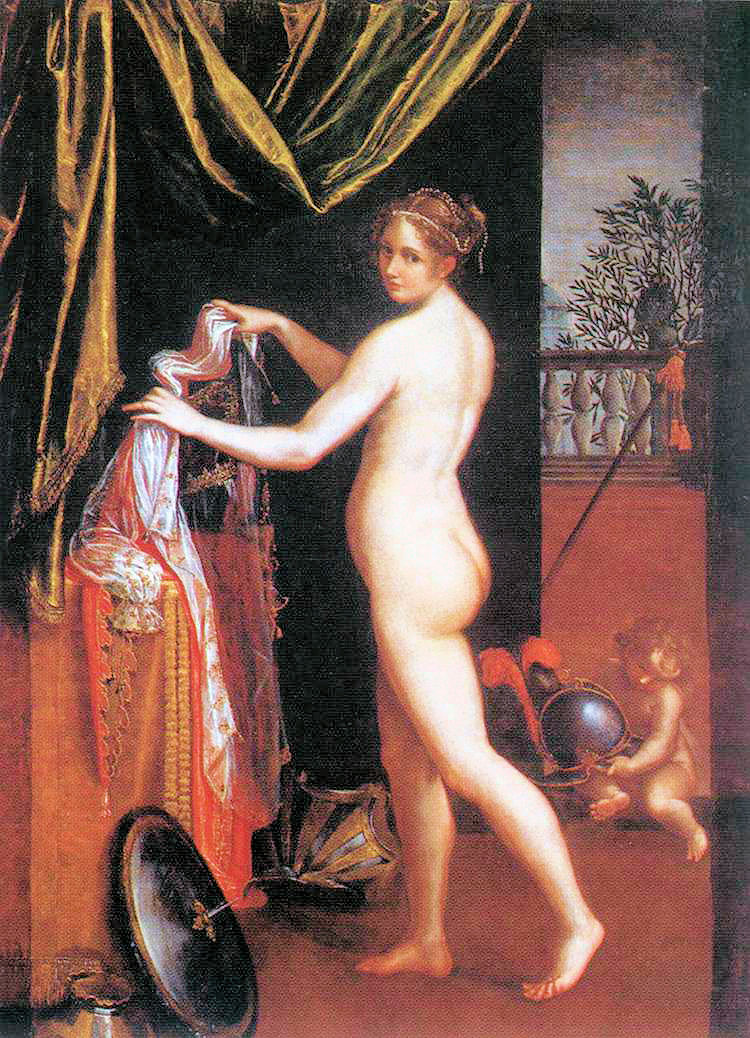
Lavinia Fontana: Minerva kleidet sich an
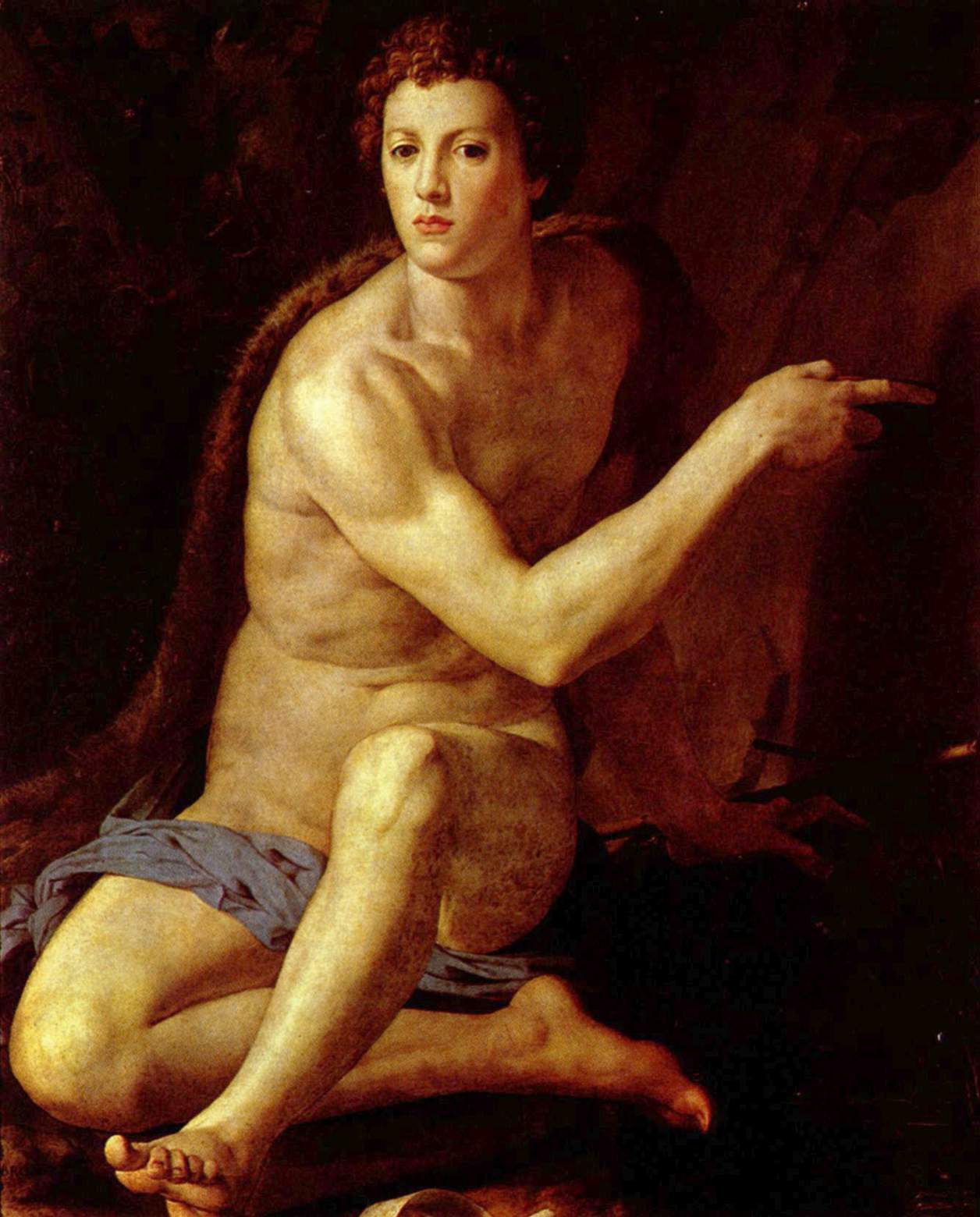
Agnolo Bronzino: Giovanni Battista (Johannes der Täufer)
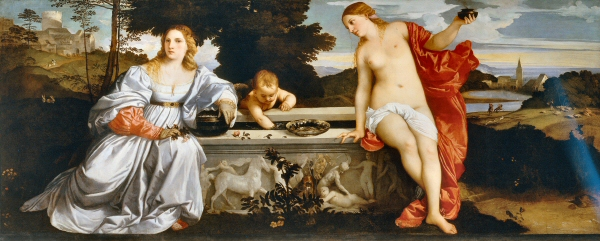
Tizian: Göttliche und profane Liebe
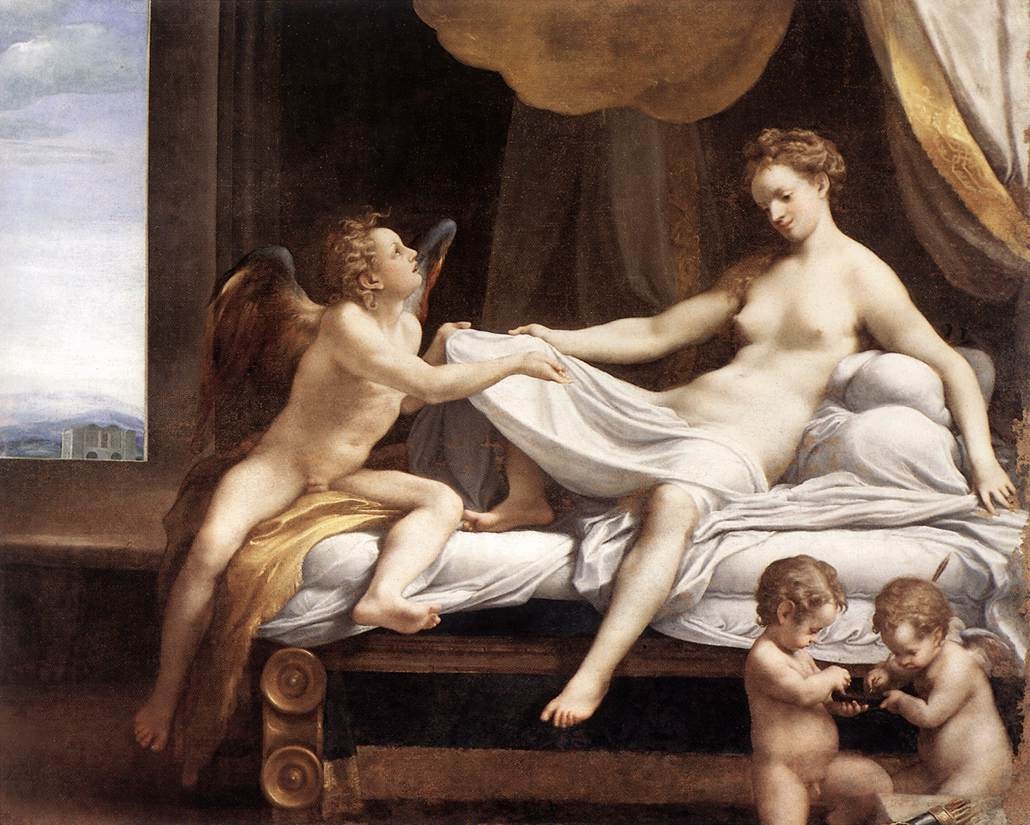
Correggio: Danaë
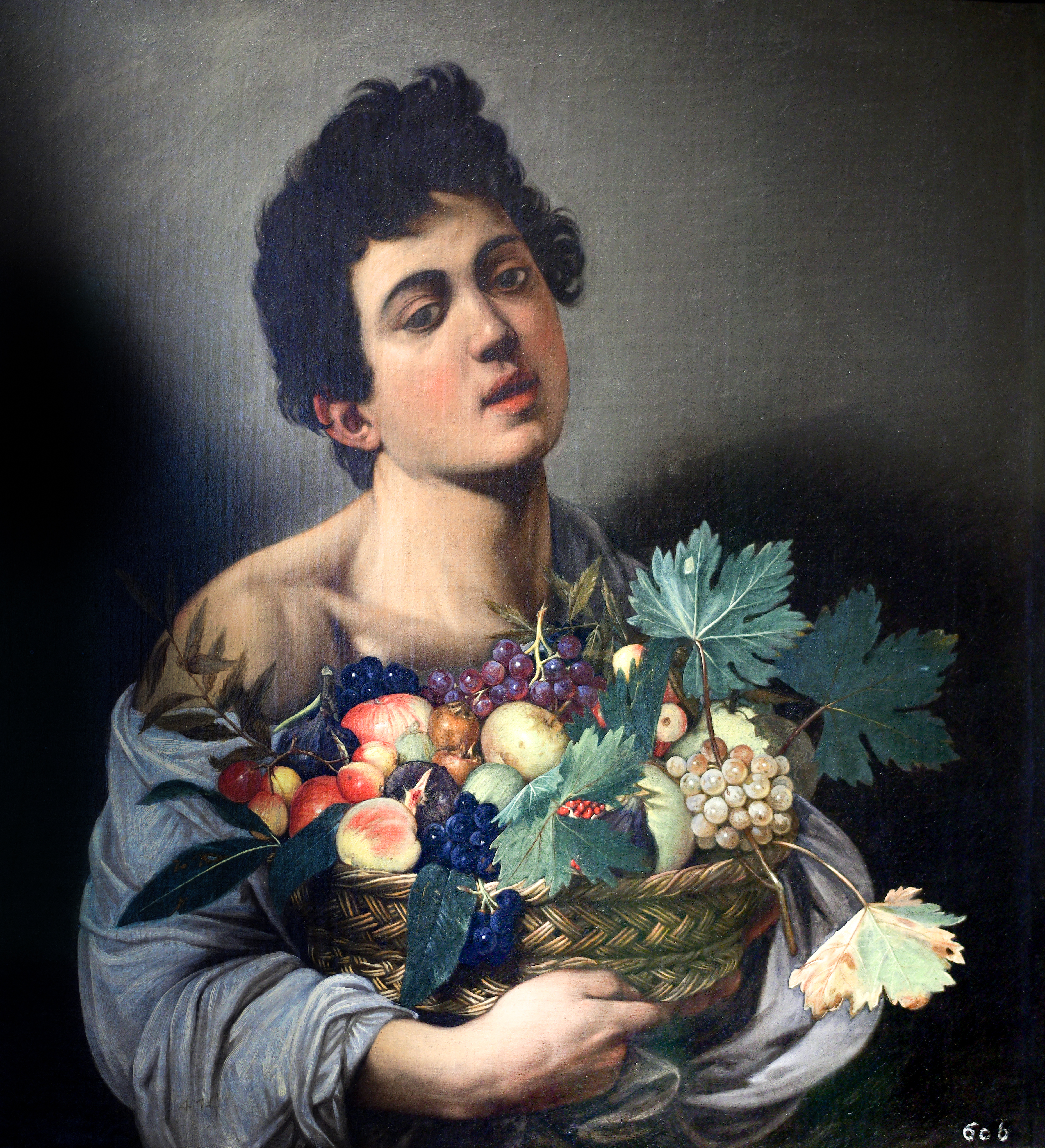
Caravaggio: Knabe mit Früchtekorb, 1593/1594
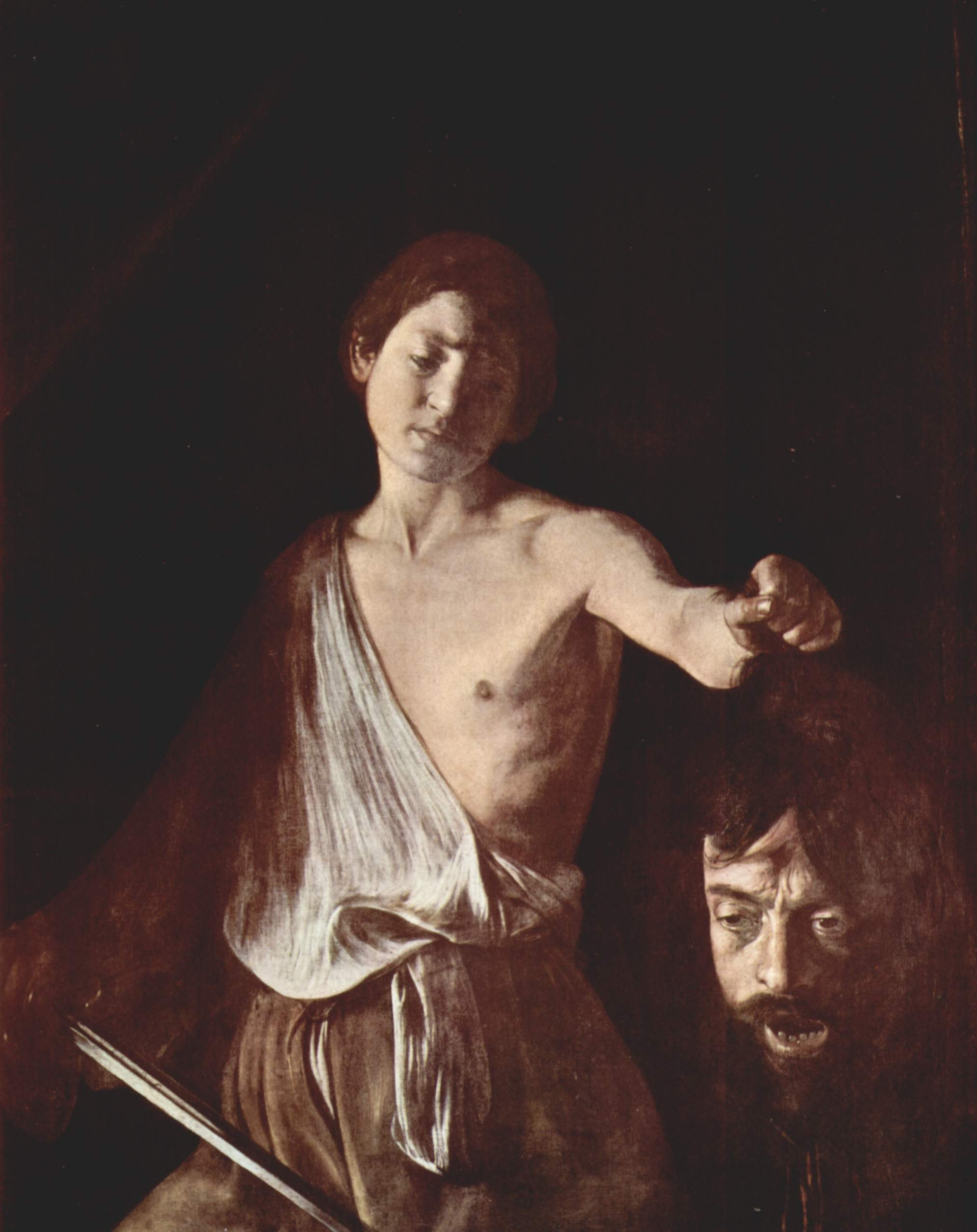
Caravaggio: David mit dem Haupte Goliaths, 1605/1606
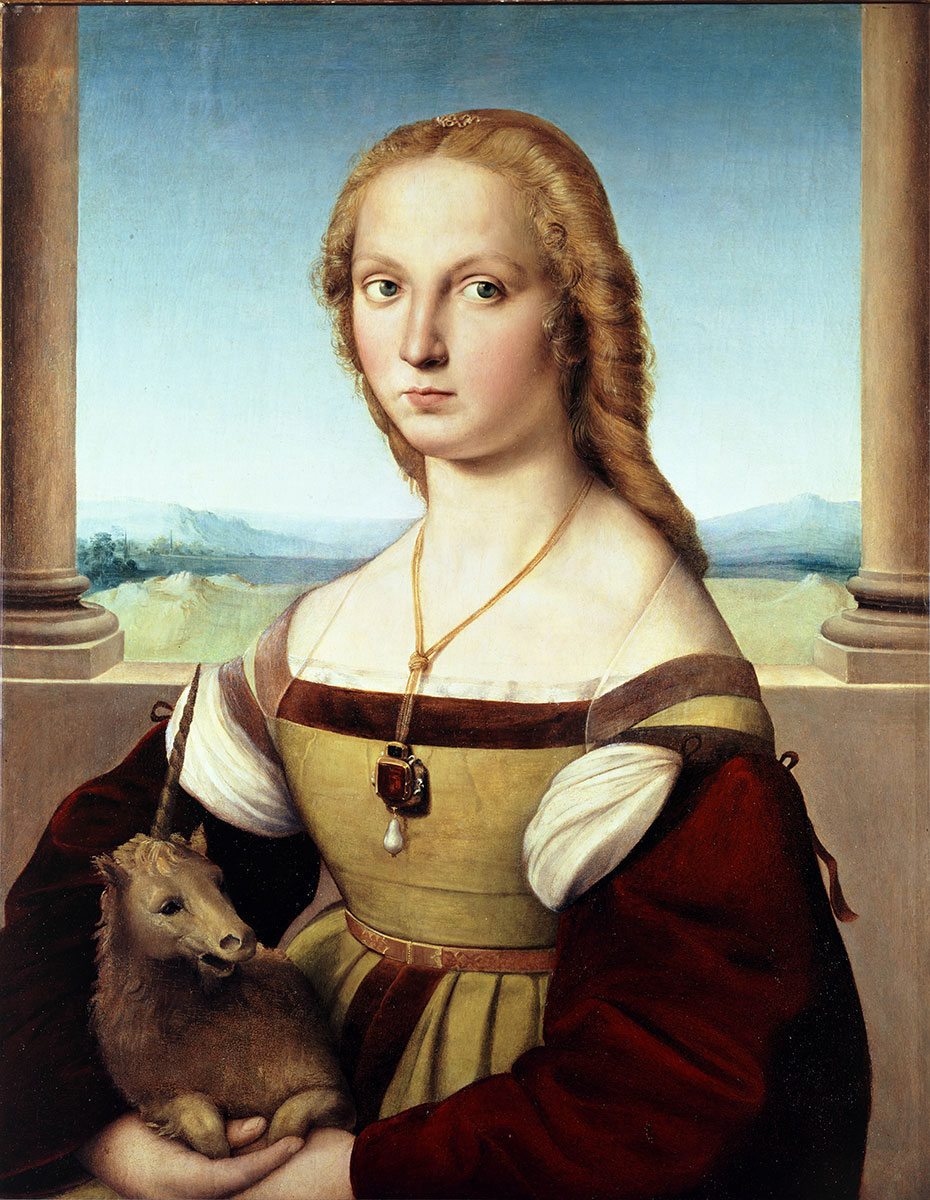
Raffael: Junge Frau mit Einhorn
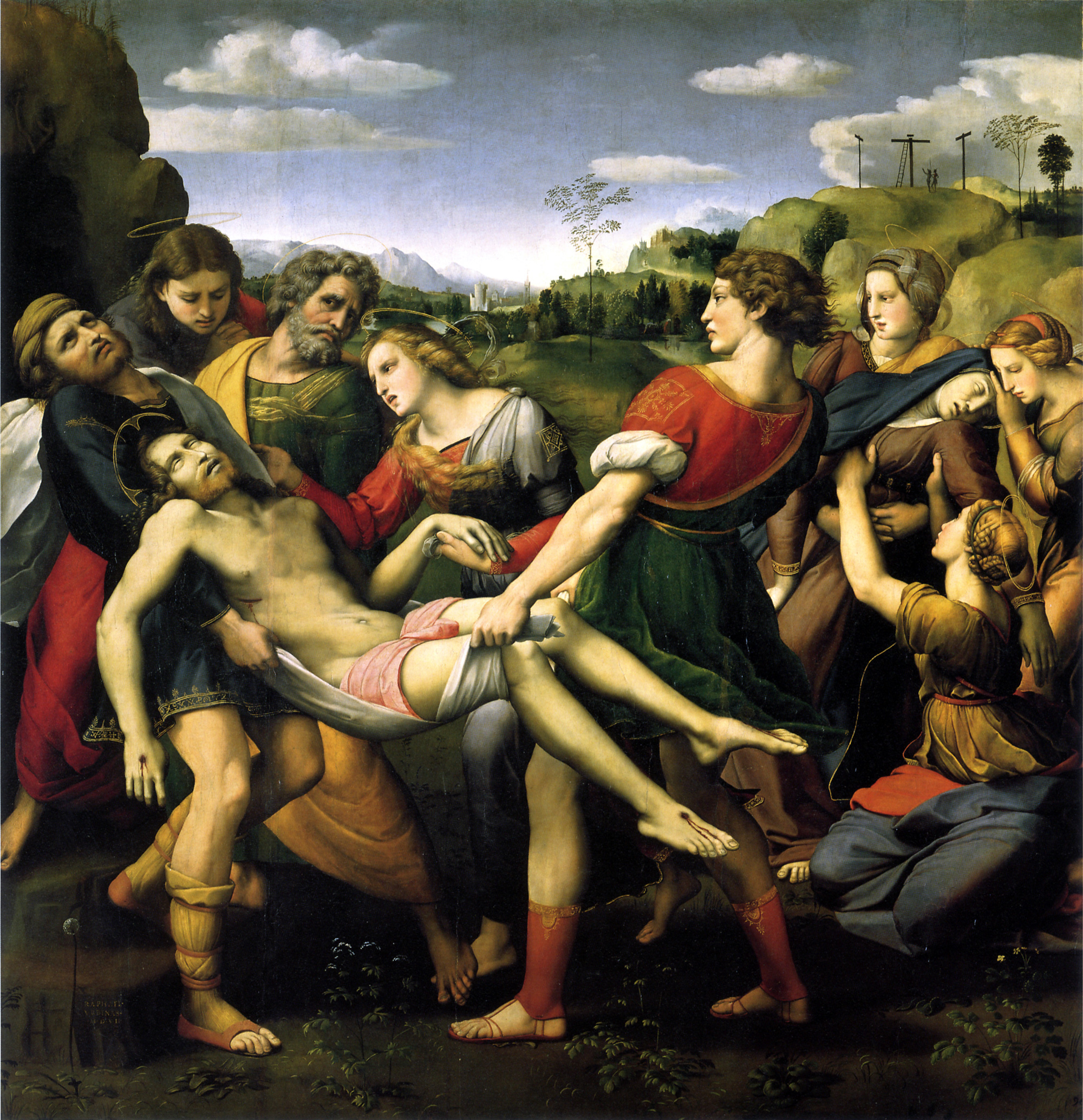
Raffael: Grablegung Christi
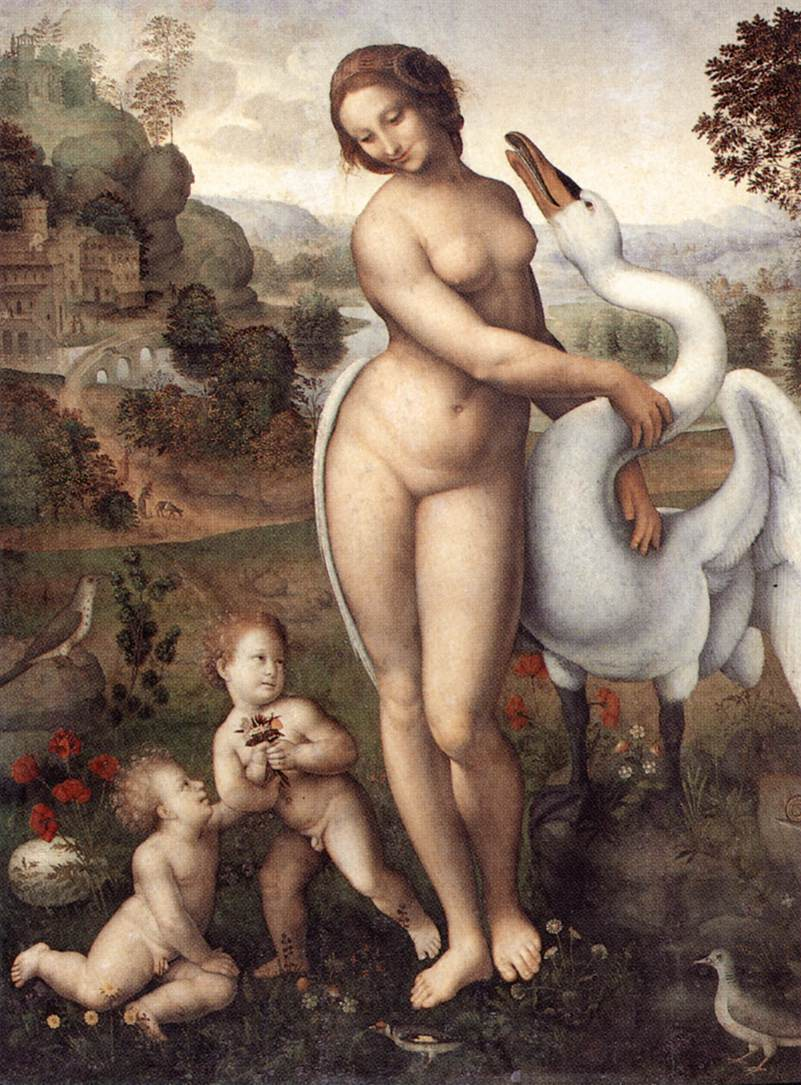
Sodoma (nach Leonardo da Vinci): Leda und der Schwan
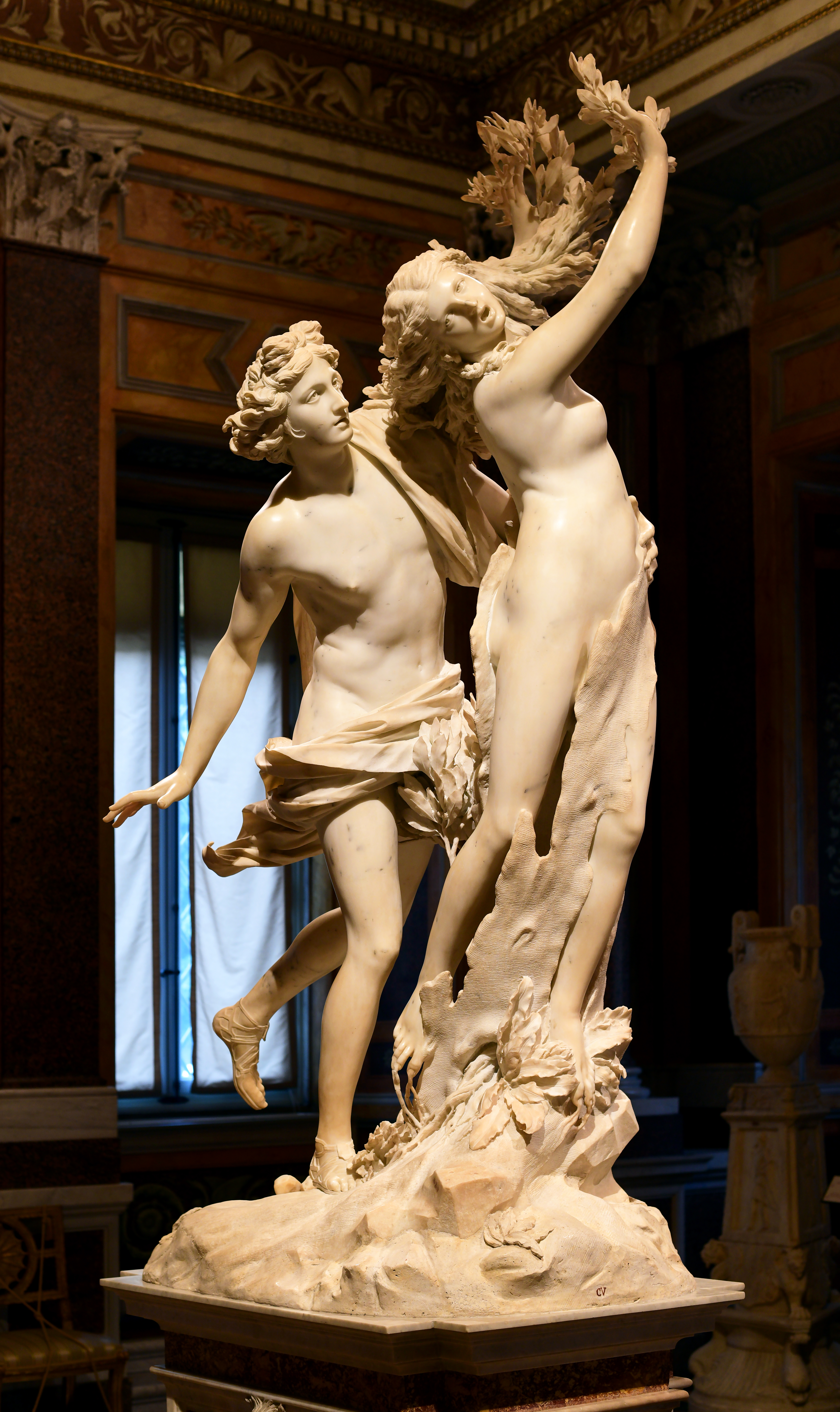
Bernini: Apollo und Daphne

## Borghese-Sammlung des Pariser Louvre
Zu den einst den Ruhm der Villa Borghese begründenden, jedoch 1807 gezwungenermaßen an Napoleon verkauften 344 Antiken der Sammlung Borghese, die sich heute im Pariser Louvre befinden, gehören zum Beispiel:

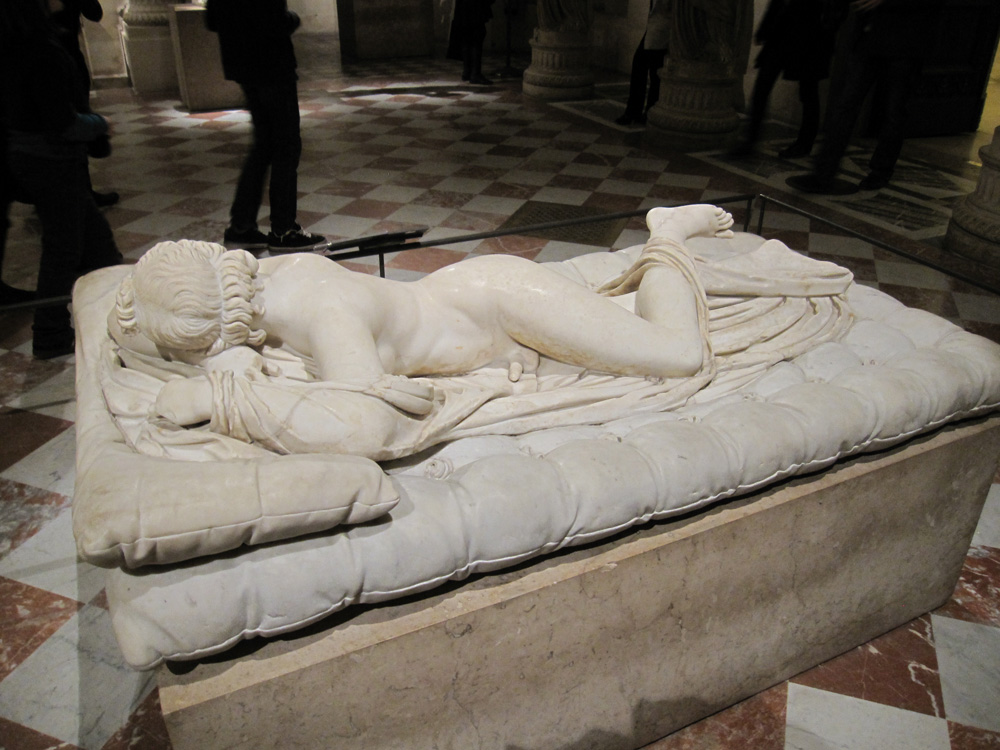
Schlafender Hermaphrodit, römische Kopie nach Polykles, die Matratze von Gian Lorenzo Bernini
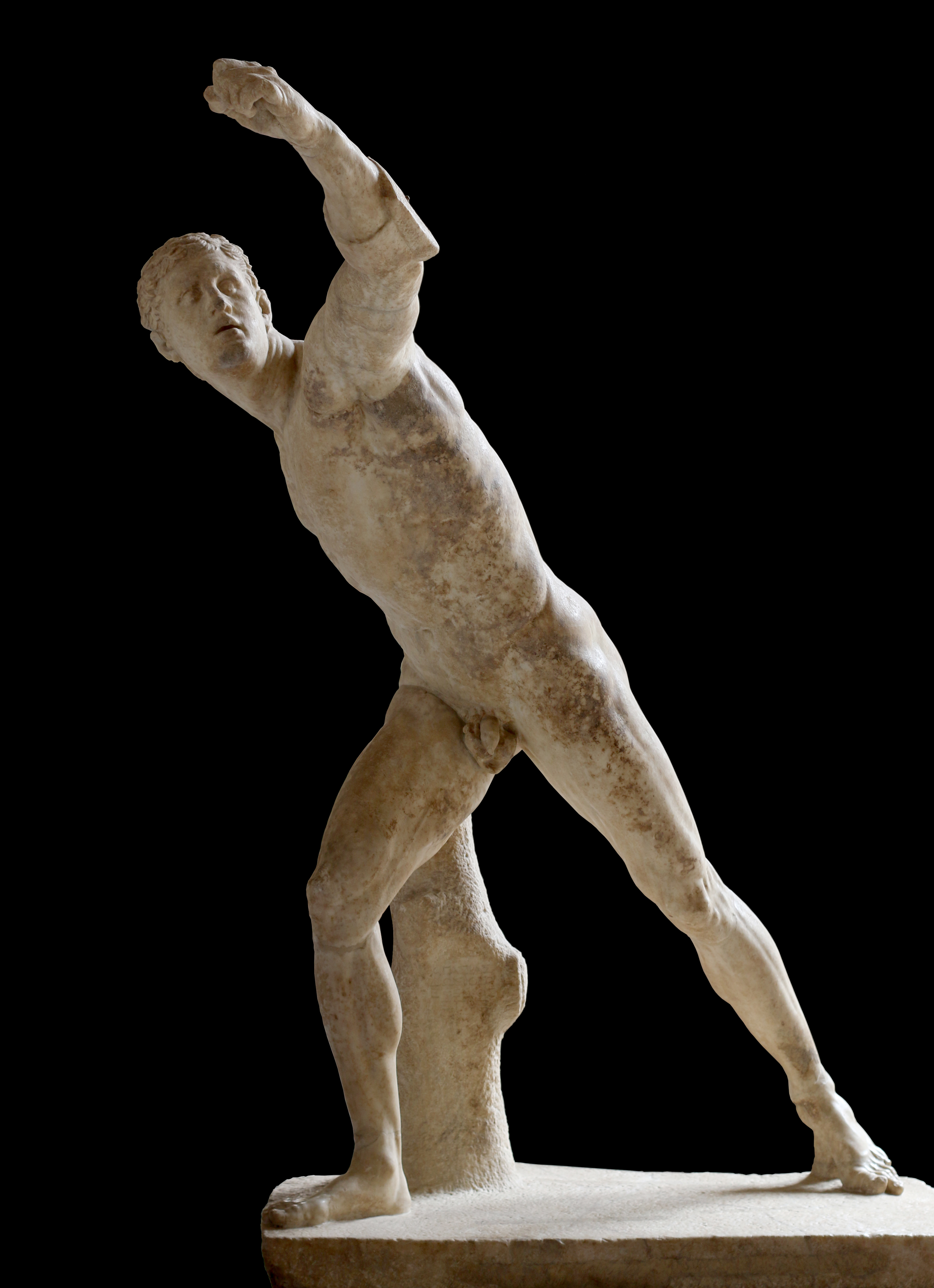
Borghesischer Fechter
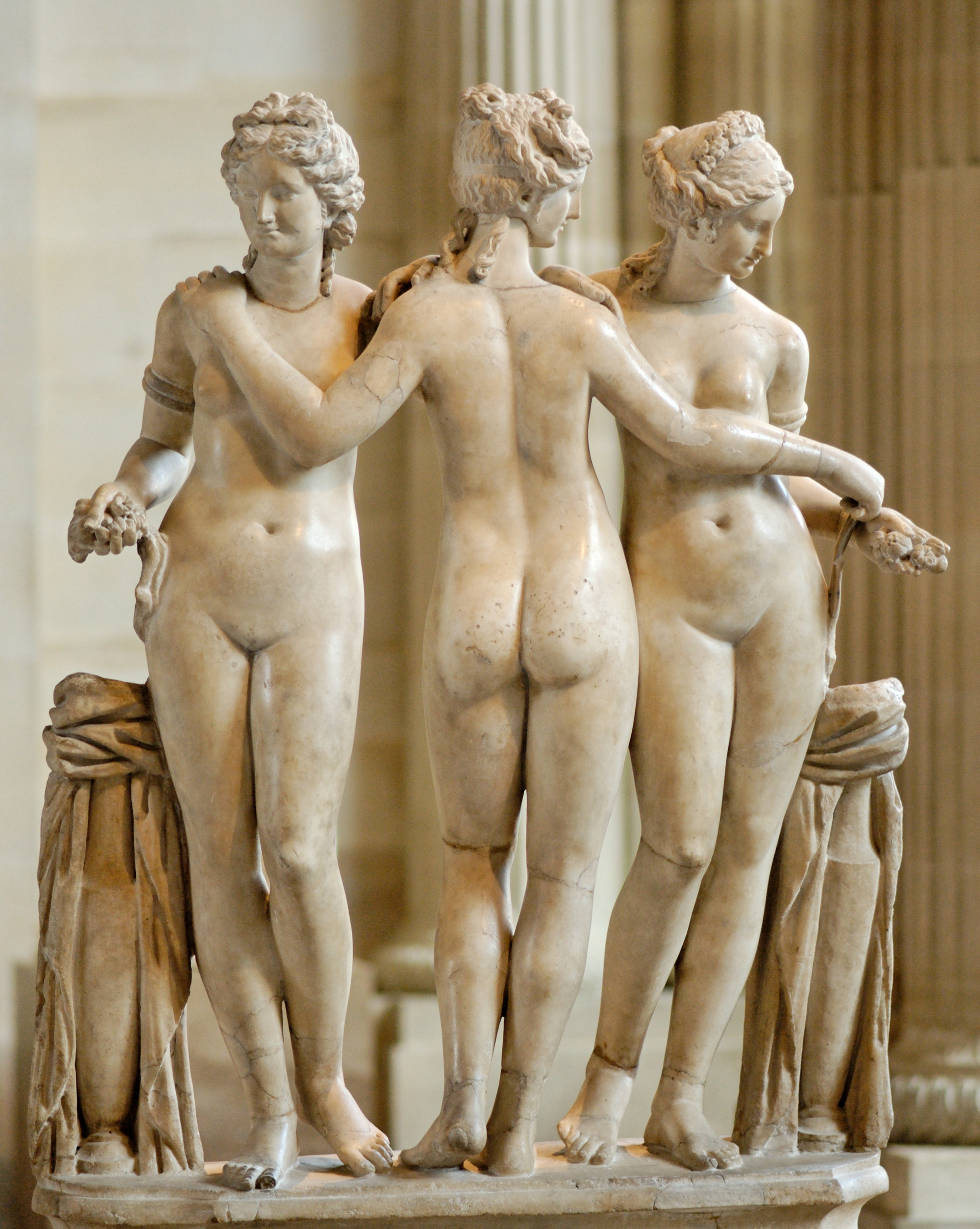
Drei Grazien, 2. Jh.
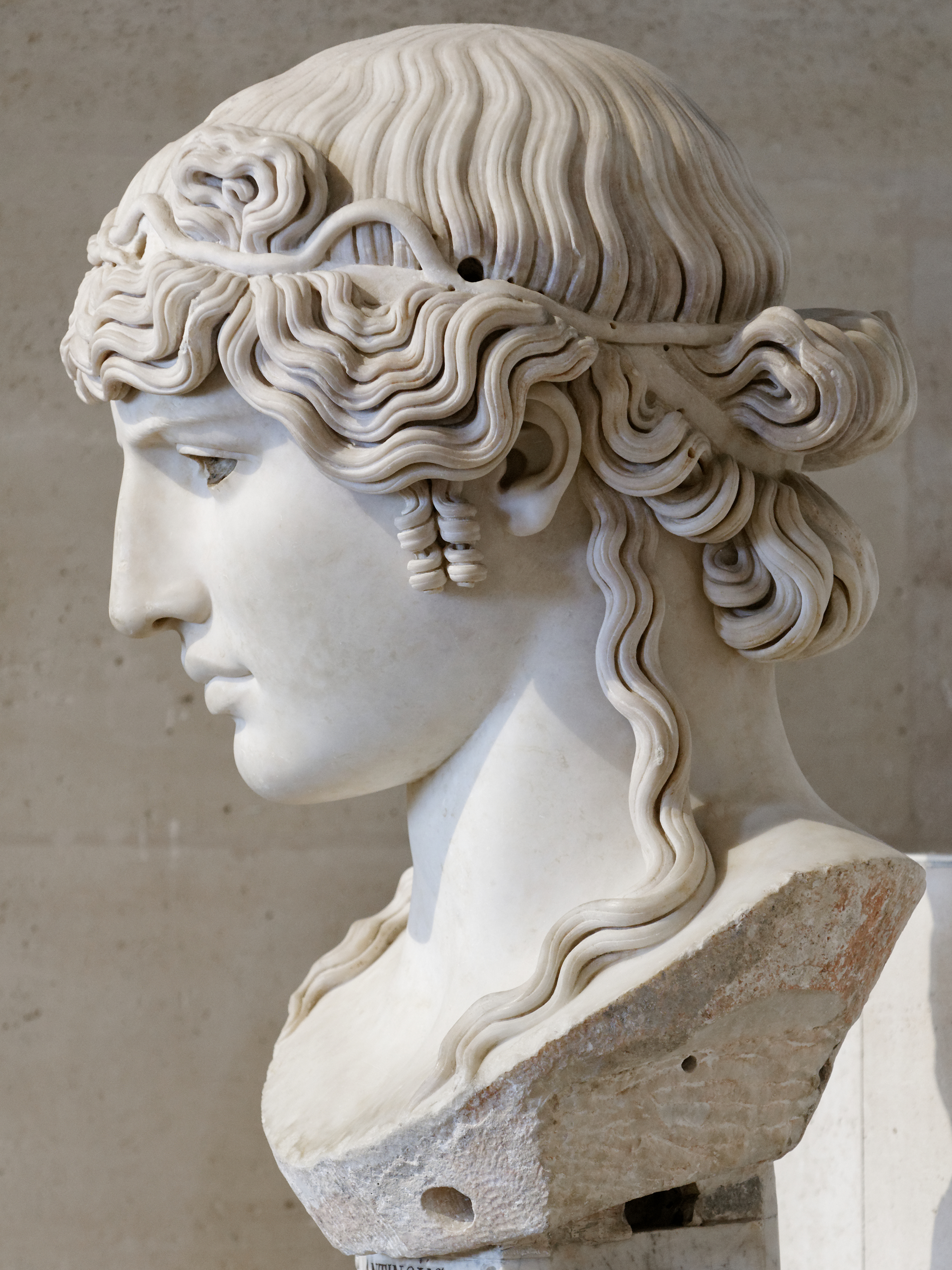
Der Antinoos aus Mondragone
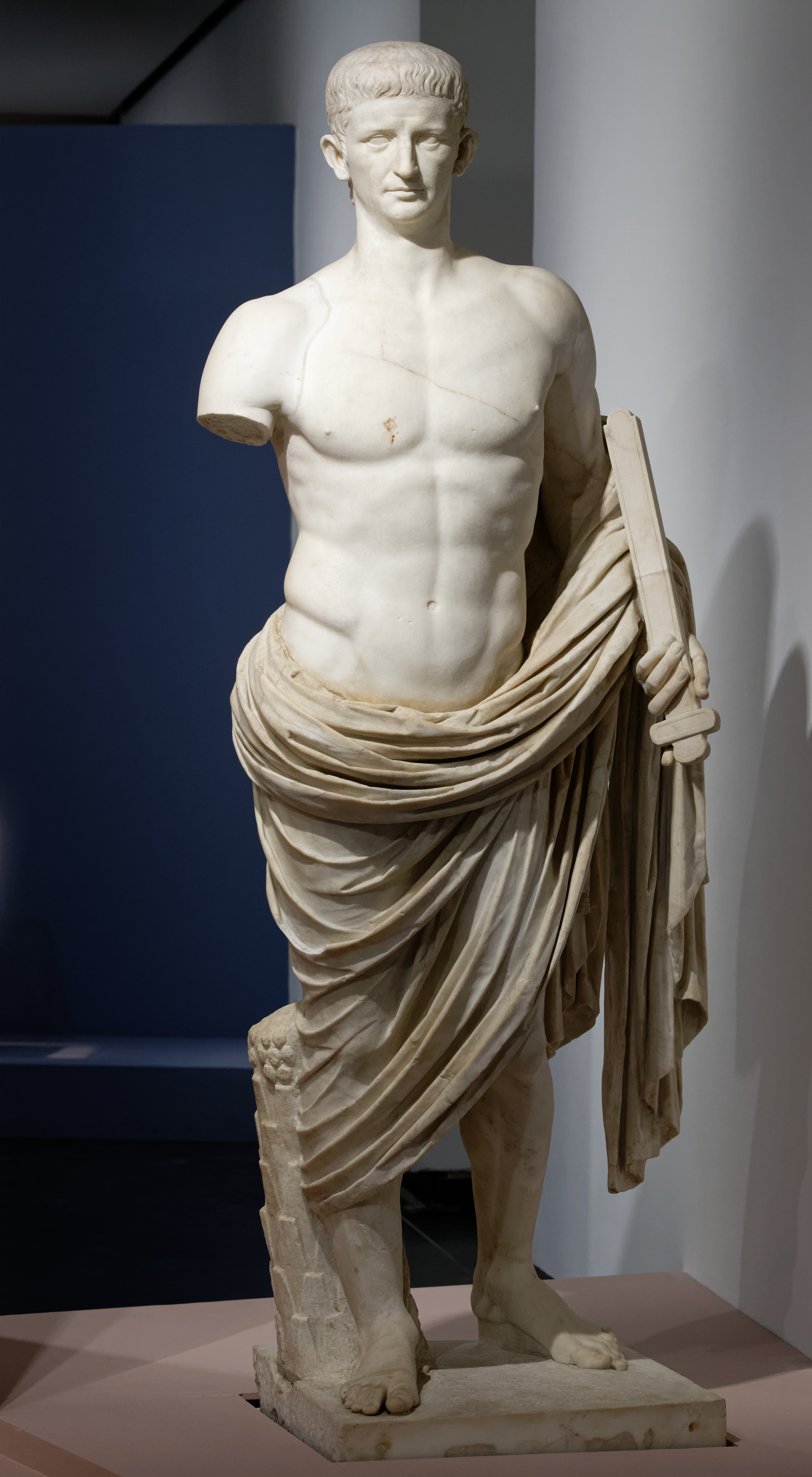
Der Claudius aus Gabii
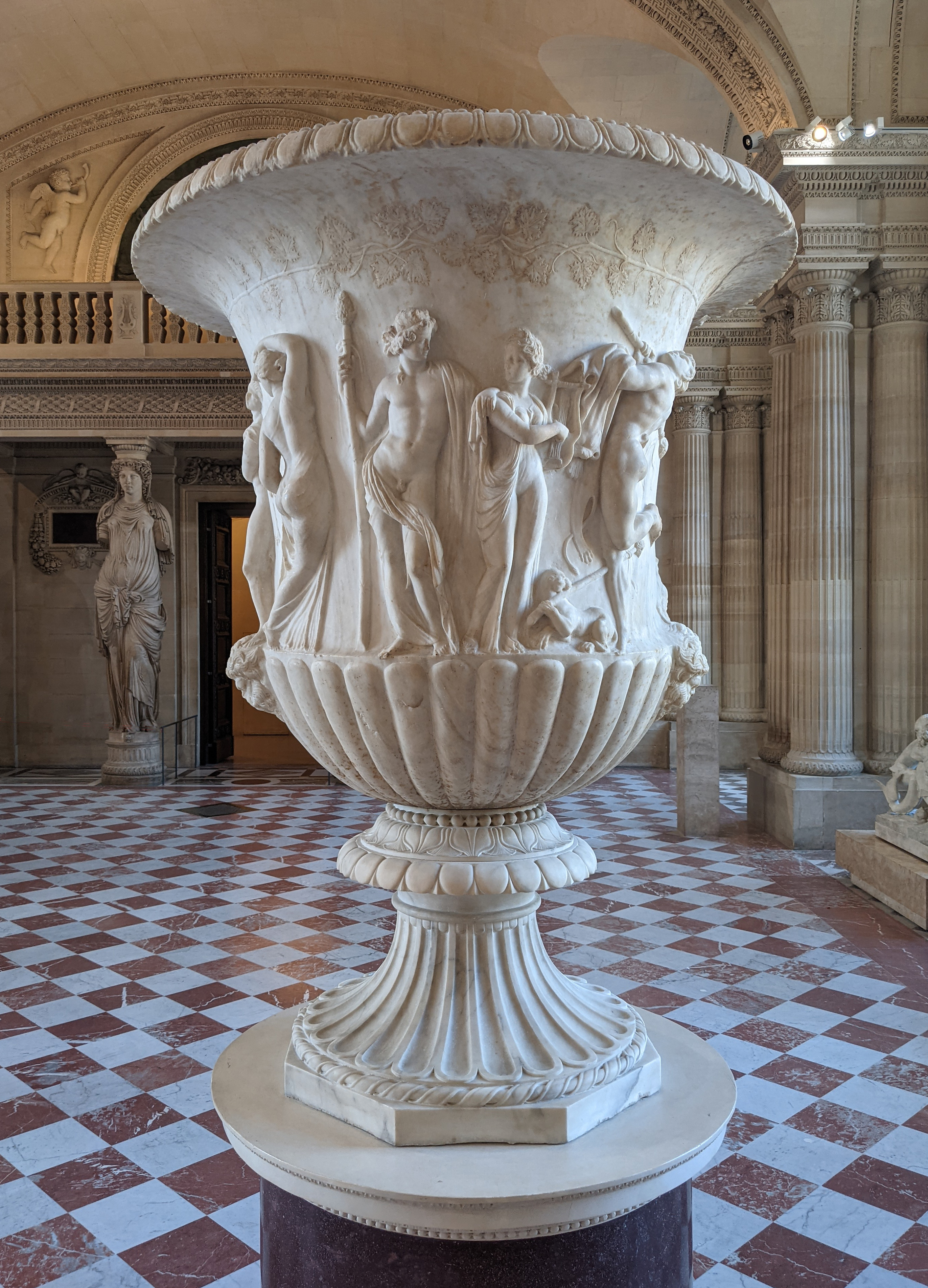
Die Borghesische Vase